# 張伯達
張伯達（ちょう はくだつ、1905年-1951年11月11日）は、中国のカトリック司祭で、パリ大学の文字学博士を取得し、中国カトリック教会の“四大才子”の一人に数えられた。徐匯中学校長及び震旦大学文理学院院長を務め、カトリック上海教区の1950年代における最初の殉教した聖職者でもある。

## 生涯
1905年、張伯達は江蘇省安亭の代々カトリックを信仰する名高い貴族の家庭に生まれた。幼少時から良好な教育を受け、学業の成績は優良であり、非常に早い時期から一生を「神のより大いなる栄光のために」尽くすという志向を懐いていたことにより、中学卒業後直ぐにイエズス会に入会し、修道者の道を歩んだ。1932年、彼はイエズス会によりフランスへ派遣され、1937年にパリ大学の文学博士号を取得した後に中国に帰国した。1940年5月30日、張伯達は上海の徐家匯聖イグナチオカテドラルで司祭に叙階され、同年秋に上海イエズス会徐匯中学に送られて校長を務めた。1947年、環境的な要因で張伯達は兼任震旦大学文学院院長も兼任した。
1951年3月、張伯達は華東大区が召集した私立学校教育会議で「思想がわからない」といって中国共産党政府の推進する「三自革新運動」は「偽の三自」に過ぎないとし、これにより「反動分子」であると見做された。同年8月9日に中国共産党政権に逮捕されたが、公判による判決はなかった。11月11日、徐家匯の主任司祭である蔡石方は、張伯達がすでに獄中で「病死した」という通知を受け取った。死体の皮膚は黒紫色に変色し、そして身体には何も纏っていなかったので、蔡石方は歯の特徵から死体を何とか見付け出した。看守は死者を指して蔡石方に「彼は全く頑固で、死ぬまで反抗した」と語ったという。カトリック上海教区の神父等は赤い色の祭服を纏い、彼等の敬愛する張伯達を殉教した福者とする追悼ミサを捧げた。